# خارج قسمت رایلی
در جبر خطی، خارج قسمت رایلی (Rayleigh quotient) به حاصل تقسیم صورت درجه دوم {\displaystyle x^{*}Ax\!} و ضرب داخلی بردار مفروض در خودش {\displaystyle x^{*}x\!} (یعنی مجذور نرم آن) گفته می‌شود: 
{\displaystyle r(x)={x^{*}Ax \over x^{*}x}}

## پانوشته‌ها
1. ↑  
Quadratic form